# مرکز مطالعات فدرالیسم
مرکز مطالعات فدرالیسم (به ایتالیایی: Centre for Studies on Federalism) یک دانشگاه در ایتالیا است که در تورین واقع شده‌است.